# Frederik Brandhof
Frederik Brandhof, né le 5 juillet 1996 à Skive au Danemark, est un footballeur danois qui évolue au poste de milieu central à l'AC Horsens.

## Biographie

### Débuts professionnels
Né à Skive au Danemark, Frederik Brandhof commence le football dans le club local du Skive IK, où il fait la majorité de sa formation de footballeur. Il fait ses débuts en professionnel avec ce club, le 25 juillet 2014, lors de la première journée de la saison 2014-2015 de deuxième division danoise face au HB Køge. Il entre en jeu et les deux équipes se neutralisent (1-1 score final).
Le 11 avril 2017, Frederik Brandhof est recruté par le FC Midtjylland. Il signe un contrat de quatre ans, soit jusqu'en juin 2021, valable au 1er juillet 2017. Le joueur est cependant prêté au Skive IK dans un premier temps.

### Viborg FF
Le 17 janvier 2019, lors du mercato hivernal, Frederik Brandhof s'engage en faveur du Viborg FF. Il signe un contrat courant jusqu'en juin 2021.
Il inscrit son premier but pour Viborg le 26 juillet 2019, lors de la première journée de la saison 2019-2020, face au FC Roskilde. Titularisé, il délivre également une passe décisive pour Jeff Mensah (en) en plus de son but, et participe à la victoire de son équipe (3-0 score final). Auteur notamment de 10 buts cette saison-là, il est nommé joueur de l'année à Viborg.
Il est sacré champion de deuxième division danoise à l'issue de la saison 2020-2021, et participe donc à la promotion du club dans l'élite du football danois.

### AGF Aarhus
Lors de l'été 2021, Frederik Brandhof rejoint l'AGF Aarhus. Le joueur étant en fin de contrat avec Viborg il s'engage librement et le transfert est annoncé dès le 12 janvier 2021.

## Palmarès
Viborg FF
- Champion du Danemark de deuxième division
  - 2020-2021.